# Humpty Dumpty
Humpty Dumpty este un personaj dintr-un cântec de leagăn englezesc, inițial o ghicitoare, fiind unul dintre cele mai cunoscute personaje din lumea anglofonă. El este de obicei portretizat ca un ou personificat, deși nu este descris în mod explicit ca unul. Primele versiuni ale cântecului datează din Anglia secolului al XVIII-lea, în timp ce melodia acestuia a apărut pentru prima dată în 1870, în volumele National Nursery Rhymes și Nursery Songs ale colecționarului englez James William Elliott (1833–1915). Originile sale sunt necunoscute. În acest sens au fost propuse mai multe teorii care să explice semnificațiile sale originale.
Humpty Dumpty a fost popularizat în Statele Unite de actorul George L. Fox (1825–1877). Ca personaj literar și alegorie, el a apărut sau a fost menționat într-un număr mare de opere literare și în cultura populară, îndeosebi în romanul Alice în Țara din Oglindă al scriitorului englez Lewis Carroll, unde este descris ca un ou. Cântecul este listat în Roud Folk Song Index cu numărul 13026.

## Versuri și melodie
Cântecul este unul dintre cele mai cunoscute din limba engleză. Textul versiunii din 1954 este:
Este un catren cu rimă împerecheată și ritm trohaic, comun în cântecele de leagăn. Melodia asociată cu acest cântec a fost înregistrată pentru prima oară de compozitorul și culegătorul de cântece de leagăn James William Elliott în volumele sale National Nursery Rhymes și Nursery Songs (Londra, 1870):

## Origini

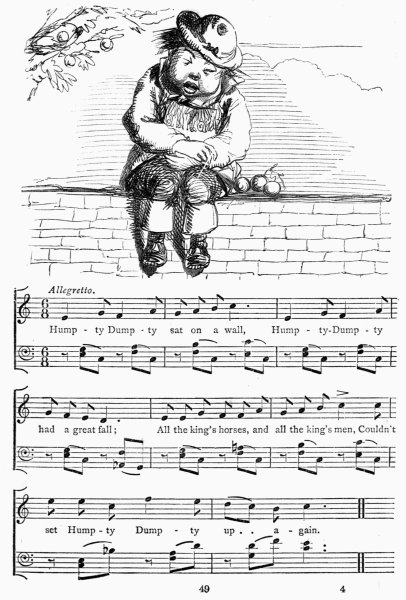
Ilustrație din Mother Goose's Nursery Rhymes (1877) a lui Walter Crane, înfățișându-l pe Humpty Dumpty ca un băiat.

Cea mai veche versiune cunoscută a fost publicată în volumul Juvenile Amusements al lui Samuel Arnold, în 1797, cu următoarele versuri:
Humpty Dumpty sat on a wall,

Humpty Dumpty had a great fall.

Four-score Men and Four-score more,

Could not make Humpty Dumpty where he was before.
William Carey Richards (1818–1892) citează cântecul în 1843, comentând: „când aveam cinci ani... următoarele versuri... au fost scrise ca o ghicitoare... Humpty-dumpty, cititorule, este olandezul sau altceva pentru ou”.
Un adaos de manuscris la o copie a Mother Goose's Melody, publicată în 1803, are versiunea modernă, cu mențiunea că ultimul vers diferă: „Could not set Humpty Dumpty up again”. A fost publicat în 1810 într-o versiune a Gammer Gurton's Garland:
Humpty Dumpty sate  on a wall,

Humpti Dumpti  had a great fall;

Threescore men and threescore more,

Cannot place Humpty dumpty as he was before.
Potrivit Oxford English Dictionary, în secolul al XVII-lea, termenul „humpty dumpty” se referea la un coniac fiert cu ale. Ghicitoarea probabil a exploatat, dintr-o eroare semantică, faptul că, în secolul al XVIII-lea, „humpty dumpty” a fost un argou reduplicativ pentru o persoană scundă și stângace.